# La Vitarella
La Vitarella és una obra del municipi de Cercs (Berguedà) inclosa en l'Inventari del Patrimoni Arquitectònic de Catalunya.

## Descripció
Es tracta d'un edifici rural aïllat de planta baixa i dos pisos. És de pedra, amb reformes. Té balconades refetes amb maó vist a la part superior. Les obertures conserven llindes originals en fusta, si bé n'hi ha que han estat refetes amb material modern. Teulada a dues vessants. Aparell de pedra irregular unit amb morter i reforçat a les cantonades amb carreus més ben treballats.
És l'única casa del terme municipal, entre la presa i el pont d'El Far, situada a la banda esquerra del Llobregat.

## Història
Segueix la tipologia de la resta de masies de la zona. La seva datació cal situar-la entrats ja el segle xix. Ha tingut notables reformes de la seva estructura. Va ser expropiada en construir-se l'embassament en estar situada dins els marges de servitud d'aquest.